# トゥンバ赤道ロケット打ち上げ基地
トゥンバ赤道ロケット打ち上げ基地（The Thumba Equatorial Rocket Launching Station、略称:TERLS）は、インド宇宙研究機関が設置した宇宙ロケット基地である。ティルヴァナンタプラム郊外のトゥンバに位置し、磁力線赤道にほど近い。インド宇宙研究機関による観測ロケット打ち上げに使用されている。

## 参考
- Rediff India Abroad NEWS